# Drimmelen
Drimmelen é um município dos Países Baixos, situado na província de Brabante do Norte. Tem 119,43 km² de área e sua população em 2020 foi estimada em 27.251 habitantes.